# Renegades of Funk
«Renegades of Funk» es una canción escrita por Afrika Bambaataa, Arthur Baker, John Miller & John Robie y grabada por Afrika Bambaataa & Soulsonic Force. Fue lanzada como sencillo en 1983 por el sello Tommy Boy, incluida en el álbum de 1986 Planet Rock: The Album. La canción es una fusión ecléctica de la música electrónica y percusión pesada, con letras de rap político  que establecen una conexión entre los revolucionarios del pasado y bohemios que presentar artistas de la calle en el día de hoy. Fue producida y remezclada por Arthur Baker y John Robie.

## Lista de canciones
Sencillo en 12"
- A1 «Renegades of Funk» (Vocal) - 6:44
- A2 «Renegades of Chant» - 7:40
- B «Renegades of Funk» (Instrumental) - 6:20

## Versión de Rage Against the Machine
En 2000, Rage Against the Machine grabó la canción para su álbum versión Renegades. Ellos interpretaron en vivo por primera vez la canción en su show de reunión en Coachella 2007. 
Esta canción se transformaría en una de las más populares del grupo, ya que muestra el típico estilo de la banda, con la gran capacidad de Tom Morello para simular varios sonidos con su guitarra (como los de un Dj).

### Video musical
El video musical fue dirigido por Steven Murashige, fue un montaje de varios clips, ya que la banda se había disuelto en el momento en que fue lanzado. El montaje trata principalmente de movimientos sobre los Derechos Civiles que incluye a varios artistas de rap, funk y hip-hop, intercalado con imágenes en vivo del grupo con el artista Phantom Street Artist Joey Krebs de Los Ángeles pintando con sus populares siluetas al contorno de las figuras mezcladas con imágenes los medios de comunicación de las personas que (según la canción) son renegados.

### Lista de canciones
Sencillo en CD
1. «Renegades of Funk» (Edición radial) - 3:54
2. «Renegades of Funk» (Versión del álbum) - 4:35